# Balerina (album)
Balerina je drugi studijski album Tee Tairović. Izdao ga je T Music 17. svibnja 2023. godine.

## Popis pjesama
| Br. | Skladba               | Trajanje |
| --- | --------------------- | -------- |
| 1.  | »Balerina«            | 2:34     |
| 2.  | »Bibi Habibi«         | 2:34     |
| 3.  | »Španija i Argentina« | 2:56     |
| 4.  | »Da si najbolji«      | 3:10     |
| 5.  | »Crno odelo«          | 3:54     |
| 6.  | »Daj daj«             | 2:28     |
| 7.  | »Ne brini majko«      | 3:49     |
| 8.  | »Budalo«              | 3:35     |
| 9.  | »Preterala«           | 2:48     |
| 10. | »Ljubavnica«          | 3:03     |

## Izdanja
| Regija | Datum             | Format(i) | Izdavač |
| ------ | ----------------- | --------- | ------- |
| Svijet | 17. svibnja 2024. | streaming | T Music |